# Майоло
Майоло (італ. Maiolo) — муніципалітет в Італії, у регіоні Емілія-Романья,  провінція Ріміні.
Майоло розташоване на відстані близько 230 км на північ від Рима, 105 км на захід від Анкони, 50 км на захід від Пезаро, 32 км на північний захід від Урбіно.
Населення — 846 осіб (2014).
Щорічний фестиваль відбувається 3 лютого. Покровитель — святий Власій.

## Демографія
Населення за роками:

Станом на 1 січня 2023 року в муніципалітеті офіційно проживало 49 іноземців з 21 країни, серед них 9 громадян країн Євросоюзу та 2 громадяни України.

## Сусідні муніципалітети
- Монтекопіоло
- Новафельтрія
- Пеннабіллі
- Сан-Лео
- Таламелло